# Ryōkan
Pour les articles homonymes, voir Ryokan.
 (novembre 2024).
Ryōkan Taigu (大愚 良寛, Taigu Ryōkan, 1758-1831) est un moine bouddhiste de l'école zen Sôtô, ermite, poète et calligraphe japonais. Né Eizō Yamamoto (山本　栄蔵, Yamamoto Eizō), il est connu sous son nom de moine, Ryōkan (良寛, signifiant « Grand-Cœur »), mais aussi sous celui de Taigu (大愚, Taigu, c'est-à-dire « Grand idiot ») .  
Ryōkan est l'une des grandes figures du bouddhisme zen de la période Edo. Au Japon, sa douceur et sa simplicité ont fait de lui un personnage légendaire.  
Sa vie d'ermite est souvent la matière de ses poèmes. Un soir que sa cabane a été dépouillée de ses maigres biens, il compose ce qui deviendra son haïku le plus connu et dont il existe de nombreuses traductions en diverses langues ; en voici deux en français :

« Le voleur parti / n'a oublié qu'une chose – / la lune à la fenêtre. »

— (trad. Titus-Carmel, 1986)

« le voleur / a tout pris sauf / la lune à la fenêtre »

— (trad. Cheng et Collet, 1994)

## Biographie

### Enfance
Ryōkan est né en 1758, à Izumozaki, petite localité sur la côte ouest du Japon, dans la province d'Echigo ('actuelle préfecture de Nīgata). Sa mère est originaire de l'île de Sado, à une cinquantaine de kilomètres de la côte de la province d'Echigo. Ryôkan reçoit le nom de Eizō (栄蔵). Il est l'aîné de dix enfants, et sa famille est membre du clan des Yamamoto (山本, Yamamoto),,,, mais le clan a pris pour nom de maison (yagō) Tachinaba (« oranger »). Âgé de 22 ans à la naissance de son fils, le père de Ryôkan deviendra un fin lettré, sous le nom de plume de Inan, auteur de haïkus qui lui vaudront une certaine notoriété,. A l'âge de sept ans, Eizô étudie à l'école rattachée au temple zen sôtô du Kyosho-ji qui se trouve dans les environs, puis à partir de 1768 dans une autre école des environs fondée et dirigée par Ômori Shiyô, un grand lettré de la région qui dispense un enseignement confucianiste. Ryokan reçoit ainsi une formation de base en japonais et en chinois,.    
Il semble avoir été un enfant studieux et tranquille, passant de longues heures à lire les Analectes de Confucius. Sa famille était aisée et il a grandi dans une atmosphère à la fois littéraire et religieuse — d'ailleurs, deux de ses frères et une de ses sœurs sont devenus des religieux bouddhistes.    

### Ordination monastique

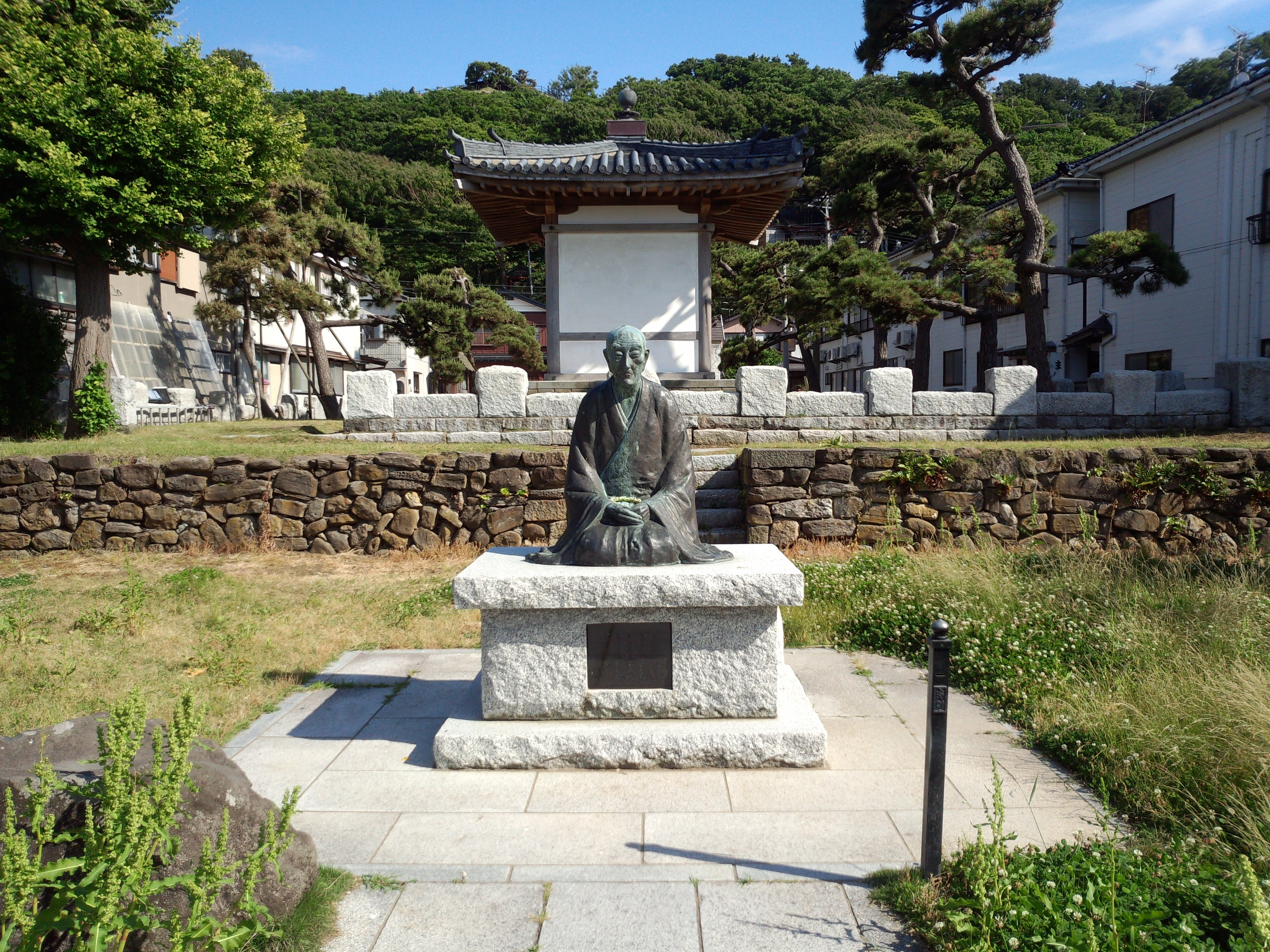
Statue de Ryōkan érigée devant le Ryôkandô, petit bâtiment érigé à l'endroit où s'élevait la maison dans laquelle le poète est né. La statue fait face à la mer.

En 1775, à dix-sept ans, il quitte l'établissement confucianiste et, après que son père eut tenté — sans succès — de l'initier à la fonction de chef de village, il retourne au Kyosho-ji ou il reçoit l'ordination mineure, devenant ainsi novice. Contrairement aux autres novices, il pratique fréquemment zazen. Et en 1779, à vingt et un ans, il reçoit la grande ordination et devient pleinement moine dans la tradition zen sôtô. Il est ordonné, sous le nom de Ryôkan, par un maître du nom de Dainin Kokusen (1723-1791), qui était de passage dans le temple. Lorsque Kokusen quitte le temple, Ryôkan le suit et parcourt durant cinq mois en sa compagnie les 1 200 kilomètres qui les séparent du temple de Kokusen, le Entsû-ji, dans la province de Bitchû (actuelle préfecture de Okayama) dans le sud du pays. Ce temple passait alors pour être encore plus strict que le Eihei-ji, fondé par Dôgen,.   

### Au Entsû-ji
Ryôkan passe douze années dans ce temple, au cours desquelles il étudie le waka, la poésie chinoise, les vers « enchaînés » (renga) ainsi que la calligraphie. En 1790, Kokusen lui confère le nom Ryôkan Taigu et veut en faire son successeur. Cependant Ryôkan ne veut pas assumer une telle charge, et son maître choisit donc un autre successeur. Mais les celui-ci et Ryôkan ne s'entendent guère. En outre, la vie en communauté et ses contraintes ainsi que l'évolution de l'institution monastique zen (prise dans les contraintes de l'État et les conflits hiérarchiques) lui conviennent de moins en moins, et à la mort de Kokusen, en 1791, Ryôkan préfère quitter le monastère. 

### ÀGogō-an
Commence alors une période de cinq années (1791 à 1796) de vagabondage à travers le Japon, durant lesquelles il mène une vie de moine mendiant itinérant,.

Il finit par s'installer, à l'âge de 38 ans, sur les pentes du mont Kugami, non loin de son village natal, et s'installe dans une cabane au toit de chaume. Il s'agit d'un ermitage construit un siècle auparavant pour le moine Bangen, appelé Gogō-an parce que Bangen recevait chaque jour cinq mesures (go-gô) de riz. Placée à proximité d'une source  et d'un sentier qui mène au village, la bâtisse est d'une simplicité extrême : une pièce avec un âtre à même le sol, un coussin rembourré pour pratiquer zazen, un mortier et une marmite pour préparer le riz et une statuette de Jizô, le bodhisattva protecteur des enfants et des voyageurs.

« Dans la forêt verdoyante, / mon ermitage. / Seuls le trouvent / ceux qui ont perdu leur chemin.
Aucune rumeur du monde, / le chant d'un bûcheron, parfois.
Mille pics, dix mille ruisseaux, / pas une âme qui vive. »

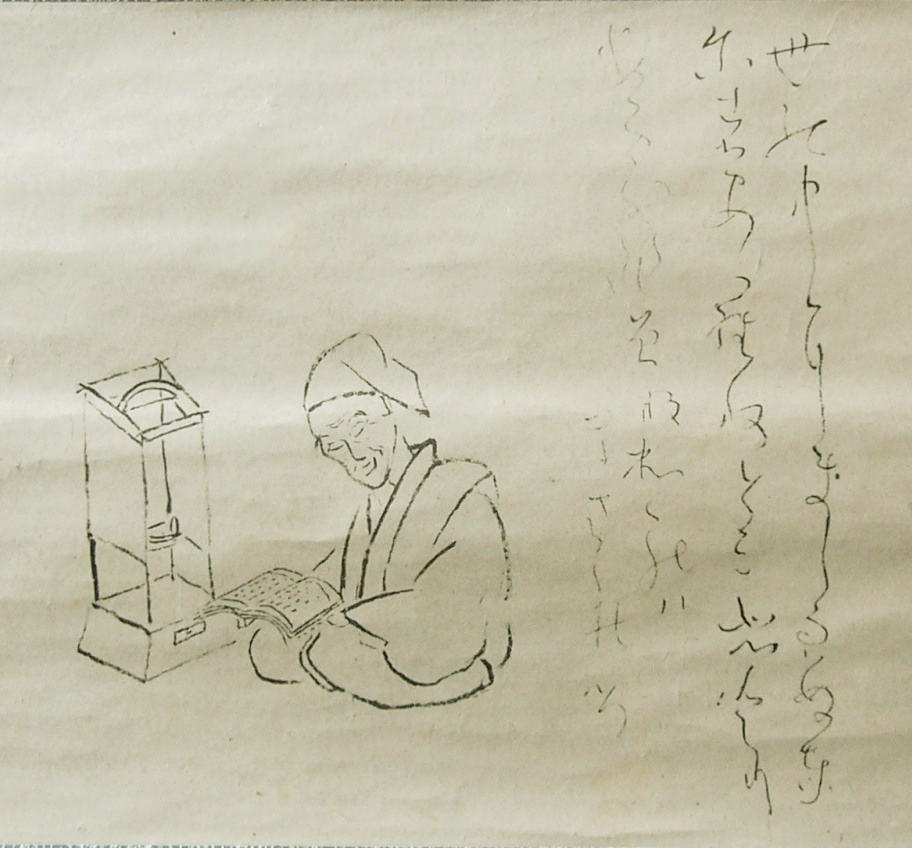
Autoportrait de Ryôkan avec un poème intitulé Inscrit sur mon autoportrait en train de lire sous la lampe : « en ce monde / de me mêler à la foule / je n'évite pas / mais au passe-temps de la solitude / je suis bien meilleur ». Début du XIXe siècle, copie avant 1970.

Il mendie chaque jour sa nourriture dans les villages environnants, selon la stricte règle monastique, et pratique assidûment zazen. À ses yeux, mendier est une expression de l'éveil bouddhique et source de joie, puisqu'il peut ainsi partager cet éveil avec les autres. Mais il monte aussi régulièrement au temple Kokujô, au sommet du mont Kugami, où il participe aux offices, donne des cours et travaille dans la bibliothèque. Et lorsqu'il neige ou qu'il pleut — parfois durant plusieurs jours — il reste chez lui, étudiant les sûtra, lisant les poètes chinois et japonais, méditant, écrivant des poèmes et pratiquant la calligraphie. Dans ces moments, il compte sur des amis pour recevoir de la nourriture. 
En été, il se promène ; en hiver, il souffre, trop souvent, du froid, de la faim et la solitude. Quant il va pour mendier, il s'attarde volontiers pour jouer à cache-cache ou à la balle avec les enfants qu'il croise. Il participe aussi aux fêtes champêtres et s'arrête volontiers chez des paysans du voisinage pour discuter et partager le saké
Michel Mohr suggère que la rigueur fanatisme d'un de ses maîtres, Gentō Sokuchū, qui s'est employé à « purifier » l'école Sōtō d'influences étrangères a pu conduire Ryōkan à choisir la voie du moine itinérant, sans lien avec aucun temple. :::Demain ?
Le jour suivant ?
Qui sait ?
Nous sommes ivres
de ce jour même.
Les calligraphies de Ryōkan, aujourd'hui très prisées par les musées, suscitaient déjà bien des convoitises autour de lui. Aussi, chaque fois qu'il va en ville, c'est à qui, petit boutiquier ou fin lettré, se montrera le plus rusé pour lui soutirer quelque trésor issu de son pinceau. Ryōkan, qui a pour modèle Hanshan, le grand ermite chinois de la dynastie Tang, calligraphe et poète comme lui, n'en a cure.
Moine benêt l'an passé,
cette année tout pareil.

### Fin de vie

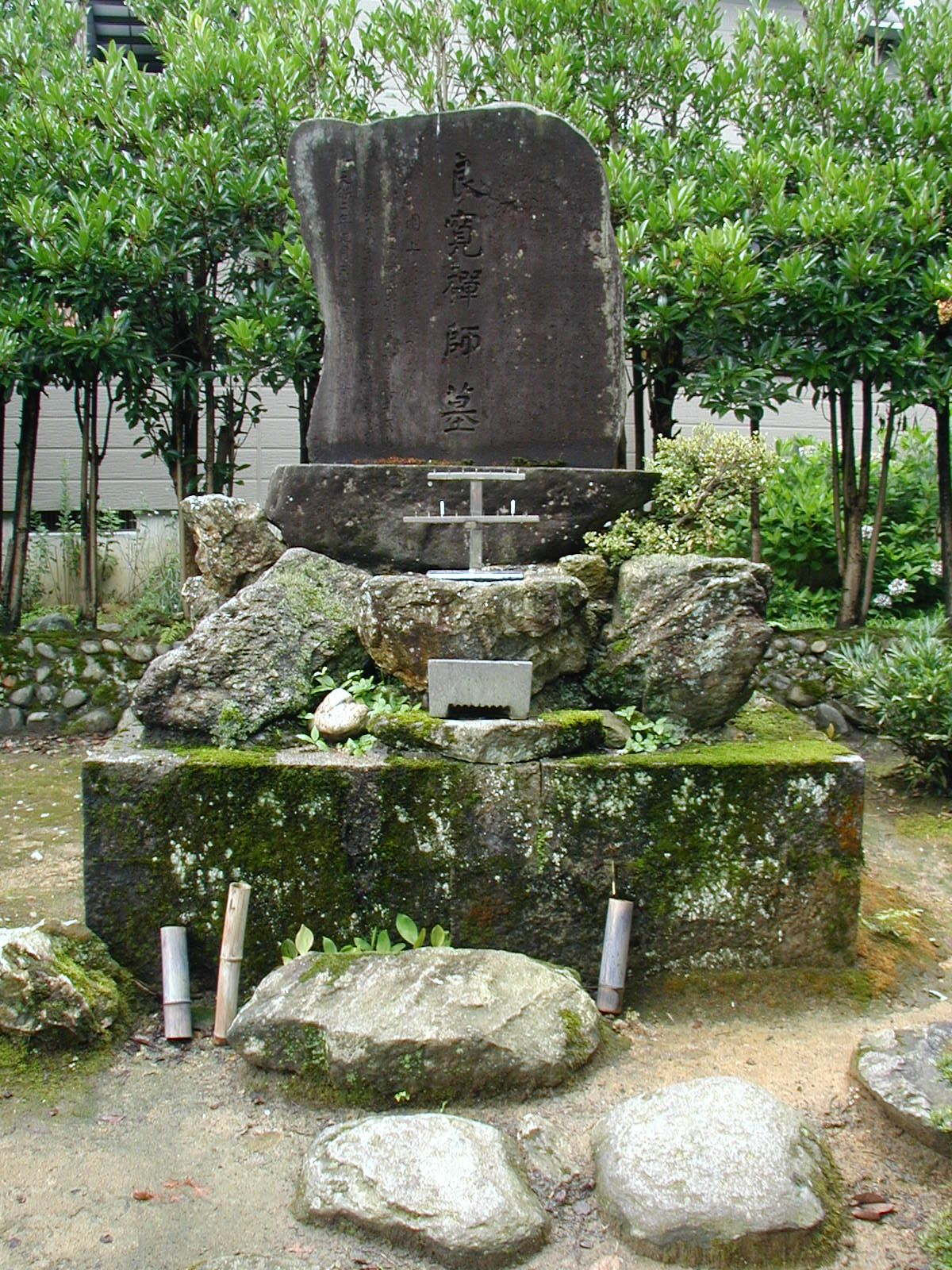
Tombe de Ryōkan. Temple Ryusenji (Shimazaki, Nagaoka, préfecture de Niigata).

Au bout de vingt ans passés dans la forêt, affaibli par l'âge, Ryōkan doit quitter Gogōan. Il trouve alors refuge dans un petit temple un peu à l'écart d'un village. Il soupire après la montagne, compare sa vie à celle d'un oiseau en cage. À l'âge de 70 ans, il s'éprend d'une nonne appelée Teishin, elle-même âgée de 28 ans. Ils échangent de tendres poèmes. À Ryōkan qui se lamente de ne pas l'avoir vue de tout l'hiver, Teishin répond que la montagne est voilée de sombres nuages. Ryōkan lui réplique qu'elle n'a qu'à s'élever au-dessus des nues pour voir la lumière. Il meurt entre ses bras le 6 janvier 1831, âgé de 72/73 ans.
Son mode de vie non conformiste, sa totale absence de religiosité, ont suscité bien des querelles d'érudits. Son bouddhisme était-il authentique ? Était-il oui ou non un homme éveillé ? À ces questions, Ryōkan, pour qui le zen ne pouvait être que profonde liberté, avait livré sa réponse :
Que laisserai-je derrière moi ?
Les fleurs du printemps,
le coucou dans les collines,
et les feuilles de l'automne.